# 비컨즈필드 백작

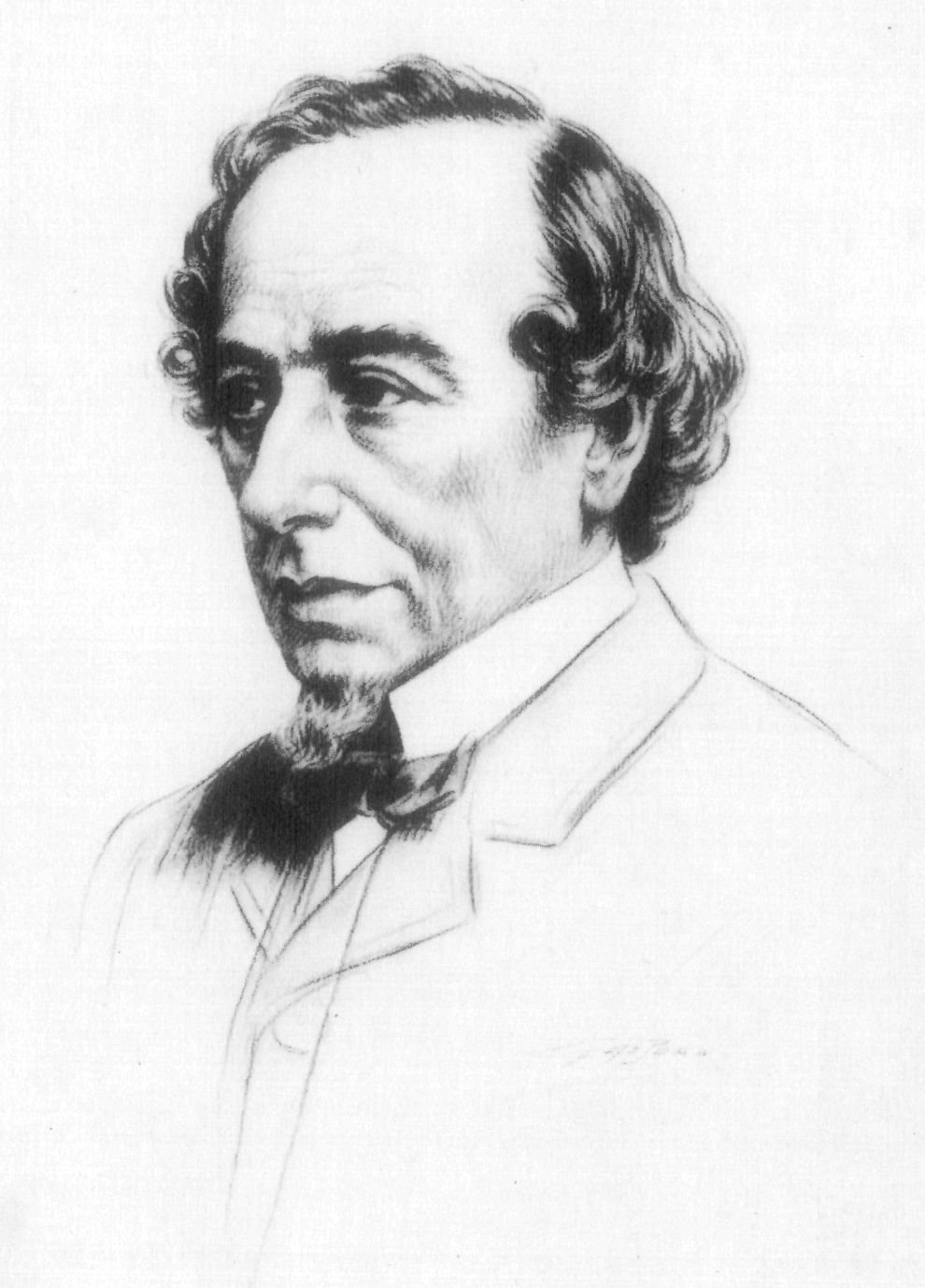
유일한 비컨즈필드 백작.

비컨즈필드 백작(Earl of Beaconsfield)은 영국의 귀족 작위 중 하나이다. 1876년 빅토리아 여왕의 총신 벤저민 디즈레일리 총리가 서훈받으면서 제정된 작위이다. 빅토리아는 디즈레일리의 라이벌로 자유주의적이었던 글래드스톤보다 디즈레일리의 보수적 정책을 좋아하였다. 또한 디즈레일리는 1876년 빅토리아에게 "인도 여제"의 작위를 바침으로써 칭제하게 하였다. 비컨즈필드 백작은 휴겐든 자작(Viscount Hughenden)을 겸하였다.
디즈레일리의 제1차 임기가 끝나가던 1868년에 그의 아내 메리 앤이 남편보다 먼저 비컨즈필드 자작부인(Viscountess Beaconsfield)이 된 바 있다. 메리 앤은 남편과 무관하게 자기 능력으로 귀족이 된 것이므로 남편은 평민, 즉 하원 의원으로 남아 있을 수 있었다. 비컨즈필드 자작부인은 1872년에 사망했다. 디즈레일리는 1876년에 백작이 되었고, 그로써 하원의원 자격을 상실했다. 그러나 총리가 된 디즈레일리는 상원에서 영향력을 계속 이어나갔다.
1878년, 디즈레일리는 공작으로 승격시켜 주겠다는 빅토리아 여왕의 제안을 거절하고 대신 가터 훈장을 받았다. 디즈레일리가 자식 없이 죽었기 때문에 그의 작위들은 사후 말소되었다.